# Rhiwallon ap Cynfyn
Rhiwallon ap Cynfyn († 1070) war zusammen mit seinem Bruder Bleddyn Herrscher der walisischen Fürstentümer Gwynedd und Powys.

## Leben
Rhiwallon war der zweite Sohn von Cynfyn ap Gwerstan, eines Adligen aus Powys und Angharad, der Witwe von Llywelyn ap Seisyll und Tochter von Maredudd ab Owain, einem König von Deheubarth. Über seine Mutter war er ein Halbbruder des walisischen Fürsten Gruffydd ap Llywelyn. Nach dem Tod ihres Halbbruders Gruffydd machte der angelsächsische König Eduard der Bekenner seinen Bruder Bleddyn und ihn 1064 zu Vasallenkönigen von Powys und Gwynedd. Er fiel 1070 in der Schlacht von Mechain im Kampf gegen Gruffydds Söhne Maredudd und Ithel, die ebenfalls beide fielen. Sein Bruder Bleddyn blieb bis zu seinem Tod 1075 Herrscher von Gwynedd und Powys.
Rhiwallon hinterließ zwei Söhne und zwei Töchter. Seine Söhne unterstützten Bleddyns Cousin und Nachfolger Trahern ap Caradog. Der eine Sohn, Cynwrig ap Rhiwallon fiel 1075 im Kampf gegen Gruffydd ap Cynan bei Clynnog Fawr in Nordwestwales. Sein anderer Sohn Meilyr fiel 1081 zusammen mit Trahern ap Caradog in der Schlacht von Mynydd Carn im Kampf um Gwynedd gegen Rhys ap Tewdwr von Deheubarth und Gruffydd ap Cynan. Rhiwallons Tochter Gwladus heiratete Rhys ap Tewdwr.